# Rings of Power
Rings of Power è un videogioco di ruolo del 1992 sviluppato da Naughty Dog e pubblicato da Electronic Arts per Sega Mega Drive.

## Modalità di gioco
Rings of Power è un RPG a visuale isometrica in cui il protagonista è un mago che deve raccogliere 11 anelli per sconfiggere una divinità malvagia denominata Void.

## Sviluppo
Durante la presentazione del logo Naughty Dog è possibile inserire un cheat code che permette di mostrare una ragazza bionda in topless.